# Milan (Ohio)
Milan település az Amerikai Egyesült Államokban, Ohio államban. Thomas Alva Edison születési helyeként ismert. Polgármestere Steve Rockwell.
Lakosainak száma 1371 fő (2020. április 1.).

## Története
Eredetileg Beattynek hívták.
A falut 1817-ben Ebenezer Merry alapította.
Az első emberek, akik itt laktak (pontosabban nem itt, hanem egy közeli faluban) indiánok voltak, akik a Huron folyó mellett telepedtek le. Falujukat Petquottingnak nevezték.
A falu lakossága 1367 fő (2011). Összetétele 97,5%-a fehér, 0,7%-a afroamerikai, 0,1%-a indián, 0,6%-a ázsiai származású, 0,2%-a egyéb, 0,9%-a kevert, és 1%-a mexikói származású.

## Testvérváros
- Javata(wd), Japán.